# Diocesi di Huánuco
La diocesi di Huánuco (in latino Dioecesis Huanucensis) è una sede della Chiesa cattolica in Perù suffraganea dell'arcidiocesi di Huancayo. Nel 2021 contava 913.845 battezzati su 1.087.000 abitanti. È retta dal vescovo Pedro Alberto Bustamante López.

## Territorio
La diocesi comprende otto province della regione peruviana di Huánuco: Ambo, Dos de Mayo, Huamalíes, Huánuco, Lauricocha, Leoncio Prado, Pachitea e Yarowilca; e la provincia di Tocache della regione di San Martín.
Sede vescovile è la città di Huánuco, dove si trova la cattedrale del Signore di Burgos.
Il territorio è suddiviso in 33 parrocchie.

## Storia
La diocesi è stata eretta il 17 marzo 1865 con la bolla Singulari animi Nostri di papa Pio IX, ricavandone il territorio dall'arcidiocesi di Lima, di cui originariamente era suffraganea.
Il 5 febbraio 1900 e il 18 dicembre 1944 ha ceduto porzioni del suo territorio a vantaggio rispettivamente dell'erezione della prefettura apostolica di Ucayali (successivamente soppressa) e della diocesi di Huancayo (oggi arcidiocesi).
Il 15 maggio 1958 ha ceduto altre porzioni di territorio a vantaggio delle prelature territoriali di Tarma (oggi diocesi) e di Huarí (oggi diocesi di Huari).
Il 30 giugno 1966 è entrata a far parte della provincia ecclesiastica di Huancayo.
Il 26 aprile 2007 ha incorporato nel proprio territorio la provincia di Tocache che era appartenuta in precedenza alla prelatura territoriale di Moyobamba.

## Cronotassi dei vescovi
Si omettono i periodi di sede vacante non superiori ai 2 anni o non storicamente accertati.
- Manuel Teodoro del Valle † (27 marzo 1865 - 4 giugno 1872 nominato arcivescovo di Lima)[1]
  - Sede vacante (1872-1890)
- Alfonso María de la Cruz Sardinas, O.F.M.Disc. † (12 agosto 1890 - 26 giugno 1902 deceduto)
- Pedro Pablo Drinot y Piérola, SS.CC. † (8 giugno 1904 - 21 ottobre 1920 dimesso[2])
- Francisco Rubén Berroa y Bernedo † (12 agosto 1922 - 24 novembre 1946 nominato vescovo di Ica)
- Teodosio Moreno Quintana † (27 giugno 1947 - 17 dicembre 1956 nominato vescovo di Huaraz)
- Carlos Alberto Arce Macias † (17 dicembre 1956 - 6 febbraio 1959 nominato vescovo di Piura)
- Ignacio Arbulú Pineda † (6 febbraio 1959 - 6 aprile 1979 deceduto)
- Antonio Kühner y Kühner, M.C.C.I.  † (24 luglio 1980 - 22 gennaio 1991 deceduto)
  - Sede vacante (1991-1994)
- Ermanno Artale Ciancio, S.D.B. † (21 giugno 1994 - 17 settembre 2003 deceduto)
- Jaime Rodríguez Salazar, M.C.C.I. (16 dicembre 2004 - 12 maggio 2016 ritirato)
- Neri Menor Vargas, O.F.M. (12 maggio 2016 - 20 aprile 2022 nominato vescovo di Carabayllo)[3]
  - Sede vacante (2022-2024)
- Pedro Alberto Bustamante López, dal 1º giugno 2024

## Statistiche
La diocesi nel 2021 su una popolazione di 1.087.000 persone contava 913.845 battezzati, corrispondenti all'84,1% del totale.
| anno | popolazione | popolazione | popolazione | presbiteri | presbiteri | presbiteri | presbiteri                | diaconi | religiosi | religiosi | parrocchie |
| anno | battezzati  | totale      | %           | numero     | secolari   | regolari   | battezzati per presbitero | diaconi | uomini    | donne     | parrocchie |
| ---- | ----------- | ----------- | ----------- | ---------- | ---------- | ---------- | ------------------------- | ------- | --------- | --------- | ---------- |
| 1950 | 405.500     | 407.100     | 99,6        | 64         | 49         | 15         | 6.335                     |         | 19        | 48        | 34         |
| 1966 | 280.000     | 330.703     | 84,7        | 40         | 22         | 18         | 7.000                     |         | 18        | 48        | 40         |
| 1970 | 405.900     | 410.680     | 98,8        | 66         | 56         | 10         | 6.150                     |         | 16        | 42        | 24         |
| 1976 | 420.000     | 440.000     | 95,5        | 30         | 21         | 9          | 14.000                    |         | 16        | 80        | 25         |
| 1980 | 462.000     | 499.000     | 92,6        | 27         | 14         | 13         | 17.111                    |         | 21        | 34        | 25         |
| 1990 | 589.000     | 594.000     | 99,2        | 39         | 19         | 20         | 15.102                    |         | 28        | 42        | 29         |
| 1999 | 622.500     | 707.325     | 88,0        | 44         | 17         | 27         | 14.147                    | 1       | 46        | 38        | 26         |
| 2000 | 622.930     | 707.740     | 88,0        | 47         | 20         | 27         | 13.253                    | 1       | 43        | 49        | 27         |
| 2001 | 645.930     | 710.250     | 90,9        | 45         | 19         | 26         | 14.354                    | 1       | 47        | 64        | 30         |
| 2002 | 668.930     | 712.760     | 93,9        | 45         | 22         | 23         | 14.865                    | 8       | 46        | 64        | 31         |
| 2003 | 720.407     | 800.453     | 90,0        | 49         | 24         | 25         | 14.702                    | 8       | 33        | 69        | 34         |
| 2004 | 740.523     | 822.804     | 90,0        | 50         | 24         | 26         | 14.810                    | 11      | 39        | 71        | 33         |
| 2006 | 761.000     | 893.000     | 85,2        | 55         | 29         | 26         | 13.836                    | 13      | 31        | 70        | 34         |
| 2013 | 823.000     | 965.000     | 85,3        | 63         | 35         | 28         | 13.063                    | 21      | 31        | 71        | 34         |
| 2016 | 883.000     | 980.714     | 90,0        | 58         | 34         | 24         | 15.224                    | 23      | 27        | 67        | 34         |
| 2019 | 900.000     | 1.060.000   | 84,9        | 56         | 34         | 22         | 16.071                    | 22      | 25        | 54        | 33         |
| 2021 | 913.845     | 1.087.000   | 84,1        | 57         | 33         | 24         | 16.032                    | 22      | 27        | 55        | 33         |